# Paraeuchaeta pavlovskii
Paraeuchaeta pavlovskii is een eenoogkreeftjessoort uit de familie van de Euchaetidae. De wetenschappelijke naam van de soort is voor het eerst geldig gepubliceerd in 1955 door Brodsky.